# بلکسی گرلز
بلکسی گرلز (به رومانیایی: blaxy girls) نام یک گروه تازه تأسیس موسیقی متشکل از ۵ دختر نوجوان رومانیایی است. سبک موسیقی این گروه پاپ و راک است. نام این گروه در اصل از عبارت «Black Sea Girls» به معنی «دختران دریای سیاه» گرفته شده‌است.
این گروه در سال ۲۰۰۷ پایه‌گذاری شد. بنیانگذار این گروه دختری ۱۶ ساله به نام «راکسی خواننده»(به انگلیسی: vocalist Rucsy) بود که هم‌اکنون خواننده و گیتاریست گروه می‌باشد. وی در سال ۲۰۰۷ این گروه را پایه‌گذاری کرد.دیگر اعضای این گروه که در زمان تأسیس بین۱۴ تا۱۸ سال سن داشتند عبارتند از:
- Tirca Amalia - guitar
- Marinescu Cristina - bass
- Marinescu Gela - drums
- Nanu Ana-Maria - keyboards

این گروه هم‌اکنون در کنسرتها و فستیوالها ترانه‌های خود را اجرا می‌کنند.ای گروه در فستیوال موسیقی گلدن استگ (به انگلیسی: Golden Stag Festival) سال۲۰۰۸ در کشور رومانی شرکت کرد و توانست رتبه چهارم را از آن خود کند.اولین ترانه این گروه به نام« ای کاشکه عشق مرا درک کنی» (به انگلیسی: If You Feel My Love) در ۶ ژوئیه ۲۰۰۸ انتشار یافت و به سرعت در میان مردم رومانی مورد مقبولیت قرار گرفت. دومین موفقیت بزرگ این گروه آهنگ «مادر عزیزم»(به انگلیسی: Dear Mama) بود که در تاریخ۲۶ اکتبر ۲۰۰۸ منتشر شد. محبوبترین ترانه این گروه «If You Feel My Love» است که هم‌اکنون در اکثر شبکه‌های رادیویی کشور رومانی پخش می‌شود. همچنین نوانمای این آهنگ در شبکه‌های MTV و VH1 پخش شده‌است. اولین آلبوم این گروه پایان سال۲۰۰۹ عرضه شد. 
این گروه قرار بود در مسابقات یوروویژن ۲۰۱۰ شرکت کرده و آهنگ save the world را اجرا کند که بعداً از این کار صرف نظر کرد. همچنین تلاش این گروه برای شرکت در مسابقات یوروویژن ۲۰۱۱ با ناکامی همراه بود و این گروه در مرحله مقدماتی نتوانست به عنوان نماینده کشورش معرفی گردد.